# Бей-Сіті (Техас)
Бей-Сіті (англ. Bay City) — місто (англ. city) в США, в окрузі Матагорда штату Техас. Населення — 18 061 особа (2020).

## Географія
Бей-Сіті розташований за координатами 28°58′54″ пн. ш. 95°57′44″ зх. д. / 28.98167° пн. ш. 95.96222° зх. д. (28.981559, -95.962107).  За даними Бюро перепису населення США в 2010 році місто мало площу 23,06 км², з яких 22,98 км² — суходіл та 0,08 км² — водойми.

## Демографія
Згідно з переписом 2010 року, у місті мешкало 17 614 осіб у 6648 домогосподарствах у складі 4538 родин. Густота населення становила 764 особи/км².  Було 7856 помешкань (341/км²).
Расовий склад населення:
| - 64,7 % — білих - 16,0 % — чорних або афроамериканців - 0,8 % — азіатів - 0,7 % — корінних американців - 15,3 % — осіб інших рас |

До двох чи більше рас належало 2,5 %. Частка іспаномовних становила 43,4 % від усіх жителів.
За віковим діапазоном населення розподілялося таким чином: 27,9 % — особи молодші 18 років, 59,9 % — особи у віці 18—64 років, 12,2 % — особи у віці 65 років та старші. Медіана віку мешканця становила 34,5 року. На 100 осіб жіночої статі у місті припадало 96,2 чоловіків;  на 100 жінок у віці від 18 років та старших — 92,1 чоловіків також старших 18 років.
Середній дохід на одне домашнє господарство  становив 53 392 долари США (медіана — 39 111), а середній дохід на одну сім'ю — 60 811 долар (медіана — 45 536). Медіана доходів становила 44 250 доларів для чоловіків та 26 983 долари для жінок. За межею бідності перебувало 25,8 % осіб, у тому числі 43,9 % дітей у віці до 18 років та 21,5 % осіб у віці 65 років та старших.
Цивільне працевлаштоване населення становило 7729 осіб. Основні галузі зайнятості: освіта, охорона здоров'я та соціальна допомога — 20,8 %, будівництво — 12,3 %, транспорт — 11,3 %, роздрібна торгівля — 10,7 %.